# لولا آلبرایت
لولا جین آلبرایت (انگلیسی: Lola Jean Albright؛ زادهٔ ۲۰ ژوئیهٔ ۱۹۲۴ – درگذشته ۲۳ مارس ۲۰۱۷) یک هنرپیشه، مانکن و خواننده اهل ایالات متحده آمریکا بود. وی بین سال‌های ۱۹۴۷ تا ۱۹۸۴ میلادی فعالیت می‌کرد.
از فیلم‌هایی که وی در آن بازی کرد می‌توان به خانه شادی، قهرمان و تالسا اشاره کرد.
لولا آلبرایت در ۲۳ مارس ۲۰۱۷ در ۹۲ سالگی درگذشت.